# .mail
.mail er et forslag til generisk topdomæne foreslået af Spamhaus. Siderne skulle reserveres til mailadresser fra autenticiterede ikke-spammere.
| Generiske topdomæner | Spire Denne artikel om generiske topdomæner er en spire som bør udbygges. Du er velkommen til at hjælpe Wikipedia ved at udvide den. |